# Cypraea cinerea
Cypraea cinerea är en snäckart som beskrevs av Gmelin 1791. Cypraea cinerea ingår i släktet Cypraea och familjen Cypraeidae. Inga underarter finns listade i Catalogue of Life.

## Bildgalleri

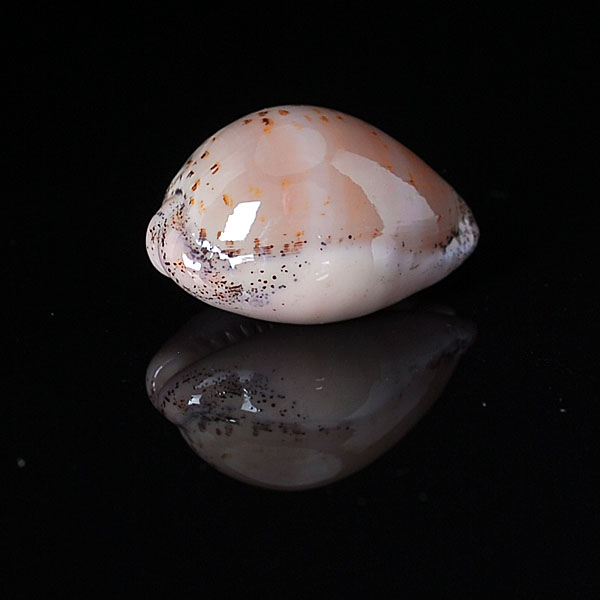
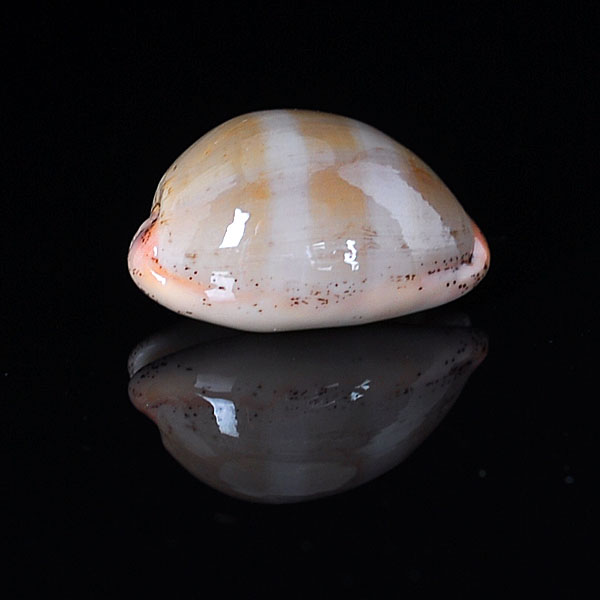